# Ma-con
ma-con – niemiecki zespół wyścigowy, założony w 2001 przez Mariana Hamprechta po likwodacji byłej ekipy GM Motorsport. Obecnie ekipa startuje jedynie w Europejskiej Formule 3, jednak w przeszłości zespół pojawiał się także na starcie w Europejskim Pucharze Formuły Renault 2000, Formule 3000, DTM, Włoskiej Formule 3000, A1 Grand Prix, Formule ADAC Masters, Austriackiej Formule 3 oraz w Formule 3 Euro Series. Siedziba zespołu znajduje się w Dortmundzie.

## Starty

### Europejska Formuła 3
W sezonie 2012 ekipa startowała jako ma-con Motorsport
| Rok  | Bolid              | Kierowcy         | Wyścigi | Wygrane | PP | NO | Pkt | M.K. | M.Z. |
| ---- | ------------------ | ---------------- | ------- | ------- | -- | -- | --- | ---- | ---- |
| 2012 | Dallara-Volkswagen | Tom Blomqvist    | 20      | 0       | 0  | 0  | 117 | 7    |      |
| 2012 | Dallara-Volkswagen | Emil Bernstorff  | 20      | 0       | 0  | 0  | 66  | 10   |      |
| 2013 | Dallara-Volkswagen | Sven Müller      | 21      | 0       | 0  | 0  | 122 | 9    | 8    |
| 2013 | Dallara-Volkswagen | Stefano Coletti  | 2       | 0       | 0  | 0  | 0   | 36   | 8    |
| 2013 | Dallara-Volkswagen | André Rudersdorf | 30      | 0       | 0  | 0  | 3   | 24   | 8    |

### Formuła 3 Euro Series
W Formule 3 Euro Series ekipa startowała jako ma-con Motorsport
| Rok  | Bolid                   | Kierowcy        | Wyścigi | Wygrane | PP | NO | Pkt   | M.K. | M.Z. |
| ---- | ----------------------- | --------------- | ------- | ------- | -- | -- | ----- | ---- | ---- |
| 2012 | Dallara F312-Volkswagen | Tom Blomqvist   | 24      | 0       | 0  | 0  | 157,5 | 7    | 4    |
| 2012 | Dallara F312-Volkswagen | Emil Bernstorff | 24      | 0       | 0  | 0  | 91    | 10   | 4    |

† – Zawodnik nie był liczony do klasyfikacji.